# Cornerstones: 1967–1970
Cornerstones: 1967–1970 jest wydaną pośmiertnie kompilacją utworów Jimiego Hendriksa, która ukazała się w 1990 roku.

## Lista utworów
Autorem wszystkich utworów, chyba że zaznaczono inaczej jest Jimi Hendrix.
| Nr  | Tytuł utworu                                | Długość |
| --- | ------------------------------------------- | ------- |
| 1.  | „Hey Joe” (Roberts)                         | 3:22    |
| 2.  | „Purple Haze”                               | 2:51    |
| 3.  | „The Wind Cries Mary”                       | 3:22    |
| 4.  | „Foxy Lady”                                 | 3:18    |
| 5.  | „Crosstown Traffic”                         | 2:27    |
| 6.  | „All Along the Watchtower” (Dylan)          | 4:01    |
| 7.  | „Voodoo Child (Slight Return)”              | 5:13    |
| 8.  | „Have You Ever Been (To Electric Ladyland)” | 2:09    |
| 9.  | „Star Spangled Banner” (Traditional)        | 4:10    |
| 10. | „Stepping Stone”                            | 4:09    |
| 11. | „Room Full of Mirrors”                      | 3:18    |
| 12. | „Ezy Ryder”                                 | 4:09    |
| 13. | „Freedom”                                   | 3:27    |
| 14. | „Drifting”                                  | 3:48    |
| 15. | „In from The Storm”                         | 3:43    |
| 16. | „Angel”                                     | 4:28    |
| 17. | „Fire”                                      | 3:57    |
| 18. | „Stone Free”                                | 6:20    |
|     |                                             | 1:08:12 |

## Artyści nagrywający płytę
- Jimi Hendrix – gitara, śpiew, gitara basowa – 6, 8
- Mitch Mitchell – perkusja
- Noel Redding – gitara basowa
- Billy Cox – gitara basowa – 10, 11, 12, 13, 14, 15, 16, 17, 18
- Buddy Miles – perkusja – 11, 12